# 夕陽特急
『夕陽特急』（ゆうひとっきゅう、原題：英語: After the Thin Man）は、1936年に製作・公開されたアメリカ合衆国の映画である。『影なき男』に続くシリーズ第2作であり、前作と同じくW・S・ヴァン・ダイクが監督、ウィリアム・パウエルとマーナ・ロイが主演した。

## キャスト
- ニック・チャールズ：ウィリアム・パウエル
- ノラ：マーナ・ロイ
- デヴィッド：ジェームズ・ステュアート
- セルマ：エリッサ・ランディ

## スタッフ
- 監督：W・S・ヴァン・ダイク
- 製作：ハント・ストロンバーグ
- 脚本：フランシス・グッドリッチ、アルバート・ハケット
- 音楽：ハーバート・ストサート、エドワード・ウォード
- 撮影：オリヴァー・T・マーシュ
- 編集：ロバート・カーン
- 美術：セドリック・ギボンズ
- 衣裳：ドリー・ツリー
- 録音：ダグラス・シアラー

## アカデミー賞ノミネーション
- 脚色賞：フランシス・グッドリッチ、アルバート・ハケット